# Championnats d'Europe de trampoline 1969
Navigation
Édition suivante
Les championnats d'Europe de trampoline 1969, première édition des championnats d'Europe de trampoline, ont eu lieu en 1969 à Paris, en France.

## Podiums
| Épreuves              | Or                                                | Argent                               | Bronze                                    |
| --------------------- | ------------------------------------------------- | ------------------------------------ | ----------------------------------------- |
| Hommes                |                                                   |                                      |                                           |
| Trampoline individuel | Paul Luxon                                        | Kurt Hohener                         | Dieter Schulz                             |
| Synchro               | Allemagne de l'Ouest Hartmut Riehle Kurt Treiter  | Suisse Kurt Hohener Victor Pircher   | Royaume-Uni David Curtis Michael Williams |
| Femmes                |                                                   |                                      |                                           |
| Trampoline individuel | Ute Luxon-Czech                                   | Agathe Jarosch                       | Jane Pullen                               |
| Synchro               | Allemagne de l'Ouest Agathe Jarosch Maria Jarosch | Royaume-Uni Diane Bullen Jane Pullen | Pays-Bas Nancy Spaargaren Yvonne Vooges   |

## Tableau des médailles
| Rang | Nation               | Or | Argent | Bronze | Total |
| ---- | -------------------- | -- | ------ | ------ | ----- |
| 1    | Allemagne de l'Ouest | 3  | 1      | 1      | 5     |
| 2    | Royaume-Uni          | 1  | 1      | 2      | 4     |
| 3    | Suisse               | 0  | 2      | 0      | 2     |
| 4    | Pays-Bas             | 0  | 0      | 1      | 1     |